# Jean de Montfalcon
Pour les articles homonymes, voir Montfalcon (homonymie).
Jean de Montfalcon, né le 5 février 1767 à Le Pont-de-Beauvoisin en Savoie, mort le 12 mai 1845 à Genève en Suisse, est un général français de la Révolution et de l’Empire.

## Biographie

### Origine familiale

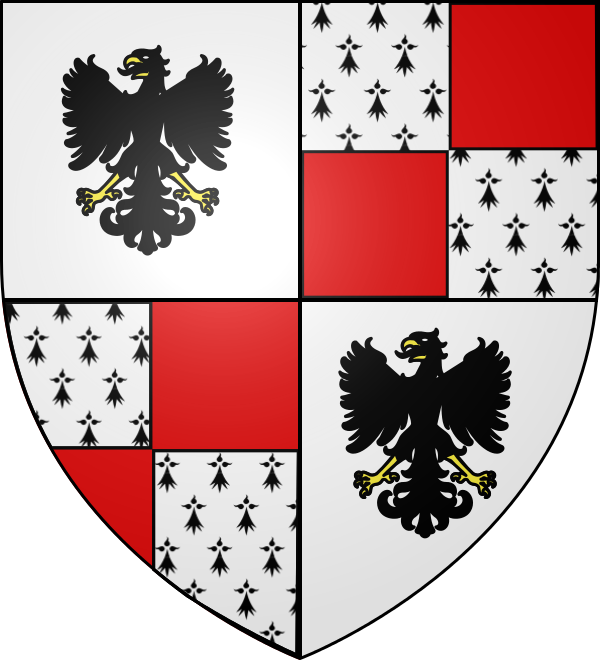
Blason d'origine de la famille de Montfalcon.

Jean de Montfalcon nait le 5 février 1767 à Le Pont-de-Beauvoisin, situé dans le duché de Savoie, dans le royaume de Piémont-Sardaigne,. Il est le fils de Charles de Montfalcon et d'Elisabeth Morel,. La famille de Montfalcon est une vieille famille noble savoyarde, originaire de Novalaise, devenue genevoise avec le rattachement de la commune de Compesières en 1816 (dit les "Communes Réunies").
Il est le benjamin d'une fratrie de 7 enfants dont Louis-Apollonie (1764-1840), qui sera médecin militaire, et Louis (1759-1831), magistrat.
Il fait ses études au collège de Chambéry,, ancienne capitale du duché.

### Au service du roi de Sardaigne
« Suivant une habitude assez répandue chez les jeunes gens de famille » de Savoie, pour reprendre l'expression du général Paul-Émile Bordeaux, Jean de Montfalcon entame une carrière militaire, à l'âge de 19 ans, au service dans l’armée du royaume de Sardaigne, le 3 novembre 1786,. Il entre au Gardes du Corps où il est fait Sous-Lieutenant d'Infanterie, le 15 novembre 1790.
Il obtient le 5 novembre 1792, le brevet de Lieutenant,. Le 27 novembre 1792, le duché de Savoie est occupé et annexé. Les exploits des armées françaises ont un grand retentissement. Le général Bordeaux résume ainsi les réactions : « dès cette époque et au milieu d'un enthousiasme communicatif, un grand nombre de jeunes gens vinrent s'engager dans les armées françaises ». Jean de Montfalcon fait partie de ceux-ci lorsque le 7 juin 1793, il donne sa démission et part rejoindre la France pour s'engager dans l'armée au mois d'août,.

### Au service de la France
(juillet 2018).
Le 9 août 1793, il devient lieutenant instructeur de la cavalerie et de l’artillerie à cheval à l’armée des Pyrénées orientales. Le 19 juin 1794 il passe aide de camp de l’adjudant-général Guérin, et le 14 janvier 1796 il occupe la même fonction auprès du général Dugua. Il sert successivement à l’armée des côtes de l’Océan en 1796, à l’armée d’Italie en 1797 et 1798, et il participe à la Campagne d'Égypte de 1798 à 1800.
Il est nommé capitaine le 30 avril 1798 et chef d’escadron provisoire le 5 septembre 1799 par le commandant en chef de l’armée d’Orient. Il est confirmé dans son grade le 2 janvier 1801. De 1802 à 1803, il fait partie de l’expédition de Saint-Domingue, toujours comme aide de camp du général Dugua, et le lendemain de la mort de ce dernier survenue le 16 octobre 1802, il est affecté auprès du général Leclerc avec les mêmes fonctions. Il est nommé chef de brigade provisoire le 10 avril 1803, par le commandant en chef à Saint-Domingue, le général Rochambeau, et le 12 novembre 1803 il est de retour en France.
Le 6 avril 1804 il est confirmé dans son grade d’adjudant-commandant chef de brigade, et le 2 septembre 1805 il rejoint l’armée d’Italie pour prendre le poste de chef d’état-major de la 5e division militaire en octobre 1805. En 1806, il fait la Campagne de Dalmatie, et le 6 juillet il participe à la levée du siège de Raguse. Il est fait chevalier de la Légion d’honneur le 28 juillet suivant. Le 28 janvier 1808 il est chef d’état-major de la 1re division de l’armée de Dalmatie, et en 1809 il fait la campagne d’Autriche.
Le 15 août 1809, dotation de 2 000 francs de rente annuelle sur Erfurt.
Il est créé chevalier de l’Empire le 29 janvier 1811, et le 18 janvier 1812 il est chef d’état-major de la 6e division d’infanterie du 2e corps de la Grande Armée. Il est élevé au grade d’officier de la Légion d’honneur le 9 août 1812, et il est blessé le 19 octobre suivant à la bataille de Polotsk. Le 7 juillet 1813, il devient chef de cabinet du gouverneur général des Provinces illyriennes, puis il passe dans l’armée d’Italie en octobre suivant. Il est promu général de brigade le 1er janvier 1814, il commande la 1re brigade de la 3e division d’infanterie du 2e corps de l’armée d’Italie. Le 1er septembre 1814, il est mis en non activité.
Lors de la Première Restauration, il est fait chevalier de Saint-Louis par le roi Louis XVIII le 17 janvier 1815. Le 14 avril 1815, il prend le commandement du département du Cantal, et le 13 juin il est désigné à la tête de la 1re brigade de la 23e division d’infanterie (général Dessaix) du 7e corps d’observation de l’armée des Alpes. Il est remis en non activité le 7 juillet 1815.

### Retraite et mort

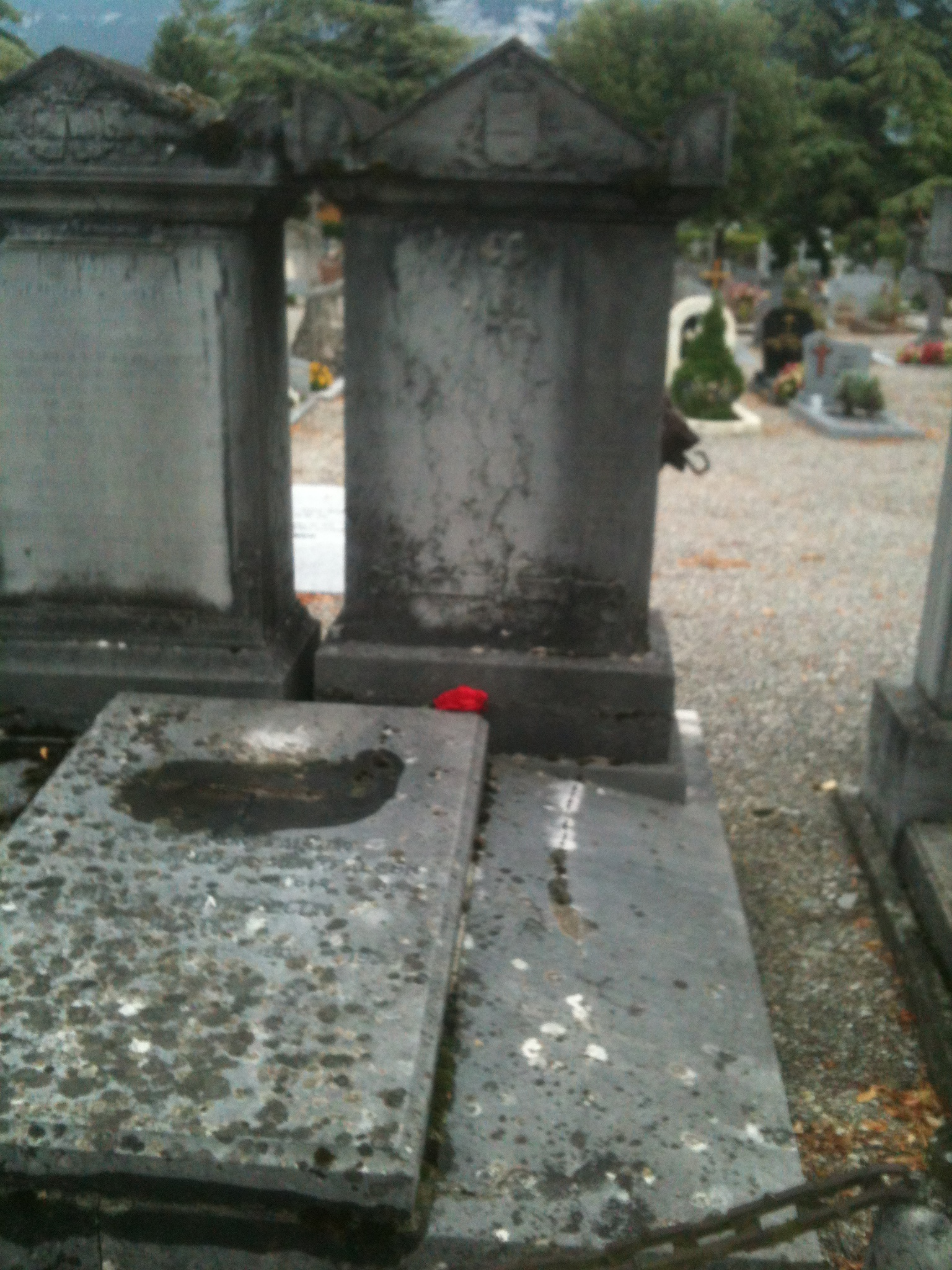
Tombe située au cimetière de Compesières.

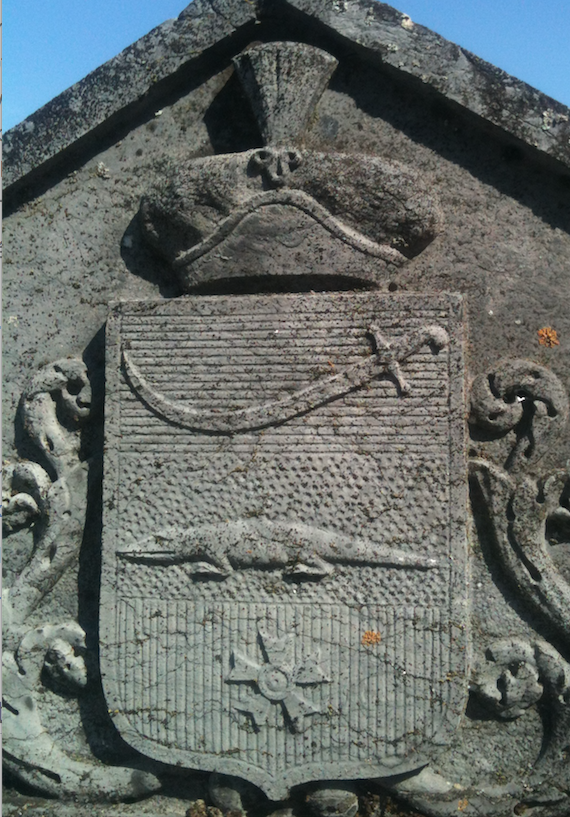
Détails de la tombe située au cimetière de Compesières.

Le 1er décembre 1824, il est compris comme disponible dans la réserve générale de l’armée. Le 23 mai 1825, il est promu au grade de lieutenant général.
Il acquiert une propriété dans la commune de Saint-Genis, dans l'Ain. En retraite, il conserve la nationalité française, mais s'installe à Genève.
Jean de Montfalcon meurt le 12 mai 1845 dans son appartement, situé au 5, rue de la Corraterie à Genève, en Suisse.
Son corps est inhumé dans le cimetière de Compesières.
Épitaphe : 

« Ici repose le lieutenant-général Jean de Montfalcon, né le 5 février 1767, décédé le 12 mai 1845, officier de la Légion d'Honneur, Chevalier de l'Empire et de Saint-Louis. Il a fait toutes les campagnes de la République du Consulat et de l'Empire. Avec sa glorieuse épée il a inscrit son nom sur les pyramides d'Egypte, sur le sable brulant de Saint-Domingue, dans les plaines de l'Italie et dans les steppes glaciales de la Russie. Sa bravoure et sa loyauté égalaient sa bonté et sa cordialité. Tous ceux qui l'ont connu partagent les regrets de sa famille inconsolable. De Profundis. »

## Distinctions
Jean de Montfalcon a reçu les distinctions suivantes, :
- Officier de la Légion d'honneur (9 août 1812)
- Chevalier de l'ordre royal et militaire de Saint-Louis (17 janvier 1815)
- Chevalier de l'Empire (29 janvier 1811)

## Armoiries
| Armoiries | Nom du chevalier et blasonnement |
| --------- | --- |
|           | Chevalier Jean de Montfalcon et de l'Empire, lettres patentes du 29 janvier 1811. Tiercé en fasce d'azur, d'or et de gueules ; l'azur au sabre en fasce d'argent, l'or au crocodile de sinople, le gueules au signe des chevaliers légionnaires - Livrées : les couleurs de l'écu, le verd en bordure seulement. |